# Makkari
Makkari (jap. 真狩村 Makkari-mura) – wieś w Japonii, w prefekturze Hokkaido, w podprefekturze Shiribeshi. Według danych na rok 2020 miejscowość zamieszkiwało 2 045 mieszkańców , a gęstość zaludnienia wyniosła 17,9 os./km².